# C.J. Bruton
Calvin Thomas Bruton jr., detto C.J. (Wichita, 13 dicembre 1975), è un ex cestista e allenatore di pallacanestro statunitense naturalizzato australiano.
È il figlio di Cal Bruton.